# Пилоклювый рамфодон
Пилоклювый рамфодон (лат. Ramphodon naevius) — южноамериканский вид колибриобразных птиц из подсемейства Trochilinae внутри семейства колибри (Trochilidae), выделяемый в монотипический род Ramphodon. Этот вид распространён на юго-востоке Бразилии. Птицы обитают в субтропических и тропических влажных лесных низменностях. Длина тела птиц — 14—16 см. Клюв у них прямой, кончик клюва крючковатый. Опыляют цветы некоторых видов фризей.